# Raniero Felice Simonetti
Raniero Felice Simonetti, né le 11 décembre 1675 à Cingoli en Marches et mort le 20 août 1749 à Viterbe, est un cardinal italien du XVIIIe siècle.

## Biographie
Simonetti est élu archevêque titulaire de Nicosie en 1728 et est gouverneur de Rome et vice-camerlingue de 1743 à 1747. À partir de 1747 il est évêque de Viterbo et Toscanella.
Le pape Benoît XIV le crée cardinal lors du consistoire du 10 avril 1747.

### Sources
- Fiche de Raniero Felice Simonetti sur le site fiu.edu